# Odisseia no Espaço
Odisseia no Espaço (em inglês: Space Odyssey) é uma série de quatro romances de ficção científica, escritos por Arthur C. Clarke. Dois dos livros foram adaptados para o cinema, lançados em 1968 e 1984 respectivamente. Dois dos primeiros contos de Clarke podem ser considerados como parte da saga.

## Contos
- The Sentinel (A Sentinela), conto escrito em 1948 e publicado pela primeira vez em 1951 como "Sentinel of Eternity"
- Encounter in the Dawn, conto primeiramente publicado em 1953 (re-intitulado "Encounter at Dawn" ou "Expedition to Earth" em coleções posteriores)

## Livros/Filmes
- 2001: A Space Odyssey (2001: Uma Odisseia no Espaço), adaptado para o cinema como 2001: A Space Odyssey produzidos simultaneamente e lançados em 1968.
- 2010: Odyssey Two (2010: Uma Odisseia no Espaço 2), lançado em 1982 e adaptado para o cinema como 2010: The Year We Make Contact roteirizado por Peter Hyams.
- 2061: Odyssey Three (2061 - Uma Odisseia no Espaço 3), lançado em 1987 com adaptação cinematográfica planejada para 2019.
- 3001: The Final Odyssey (3001 - Odisseia Final), lançado em 1997 com adaptação cinematográfica planejada para 2020.

O roteiro de 2001 foi escrito juntamente por Clarke e Stanley Kubrick, com base na ideia semente em "The Sentinel" de que uma civilização alienígena deixou um objeto na Lua para alertá-los da realização de viagens espaciais feitas pela humanidade. Além disso, o conto de 1953 "Encounter in the Dawn" contém elementos da primeira seção do filme, na qual os ancestrais da espécie humana recebem, aparentemente, um "empurrão" evolucionário dos extraterrestres. A abertura de outra história de Clarke "Transiência" tem elementos do enredo definidos na mesma época da história humana, mas sem outras relações.
Mundos Perdidos de 2001, lançado em 1972, contém elementos que não foram para o livro ou filme.
A primeira tentativa de Clarke para escrever a sequencia de 2001 foi um roteiro de cinema, mas acabou finalmente escrevendo um romance que foi lançado em 1982. Clarke não esteve diretamente envolvido na produção do segundo filme, embora mantivesse comunicações com o escritor/diretor Peter Hyams através do então meio pioneiro e-mail (como publicado no livro The Odyssey File) e também fez uma aparição como figurante no filme. Kubrick não teve nenhuma relação com o livro ou com o filme ou em qualquer dos projetos futuros.
A saga Odisseia no Espaço combina várias convenções narrativas de ficção científica com um tom metafísico. Como as histórias e cenários dos filmes e livros divergem, Clarke sugeriu que a "continuidade" representa acontecimentos em um conjunto de universos paralelos. Um exemplo notável é que no livro 2001, a viagem segue para o planeta Saturno. Durante a produção do filme, decidiu-se que os efeitos especiais para os anéis de Saturno seriam demasiados caros, então a viagem do filme segue para Júpiter. O segundo livro, 2010, altera o enredo do primeiro livro para fazer o destino ser Júpiter como é visto no filme.
Clarke afirmou que os livros Odisseia no Tempo são uma "ortoquela" (um neologismo cunhado por Clarke para este fim, que combina a palavra sequela com orto- , o prefixo grego que significa "reto" ou "perpendicular", e aludindo ao fato de que o tempo é ortogonal ao espaço na teoria da relatividade) da saga Odisseia Espaço.